# ダンメ
ダンメ（オランダ語: Damme [ˈdɑmə]）は、ベルギーのウェスト＝フランデレン州に属する自治体。州都ブルッヘ（ブリュージュ）から6km北東に位置する。フランス語名はダム。

## 地理・歴史
ダンメ市とフケ（Hoeke）、ラップスウーレ（Lapscheure）、ムールケルケ（Moerkerke）、オーストケルケ（Oostkerke）、シセレ（Sijsele）、フィフェンカペッレ（Vivenkapelle）、シント＝リタ（Sint-Rita）の各町から成る。自治体としての人口は2006年1月1日時点で1万899人、面積は89.52平方キロメートル、1平方キロメートルあたりの人口密度は122人。
13世紀、レイエ川でブルッヘとつながっていたダンメはブルッヘへの関所であった。川は後に直線化されて運河となり、両岸には並木が植えられ、オランダとの境までつながった。市街は星型をした要塞で、現在でも背の高いポプラ並木や壕にそれが見て取れる。1213年5月30日と31日にはこの地でイングランドとフランスが戦った（ダンメの海戦）。
現在はグルメやボート観光で人気があるが、とりわけ「本の街」として知られており、本屋や本のバザーが多い。

## ゆかりの人物
- ヤーコブ・ファン・マールラント - 中世の詩人、知識人。1300年ごろ当地で亡くなった
- カレル・フェルレー - 欧州大学院大学ブルッヘ校設立者の一人。2002年に当地で亡くなった。

## ギャラリー

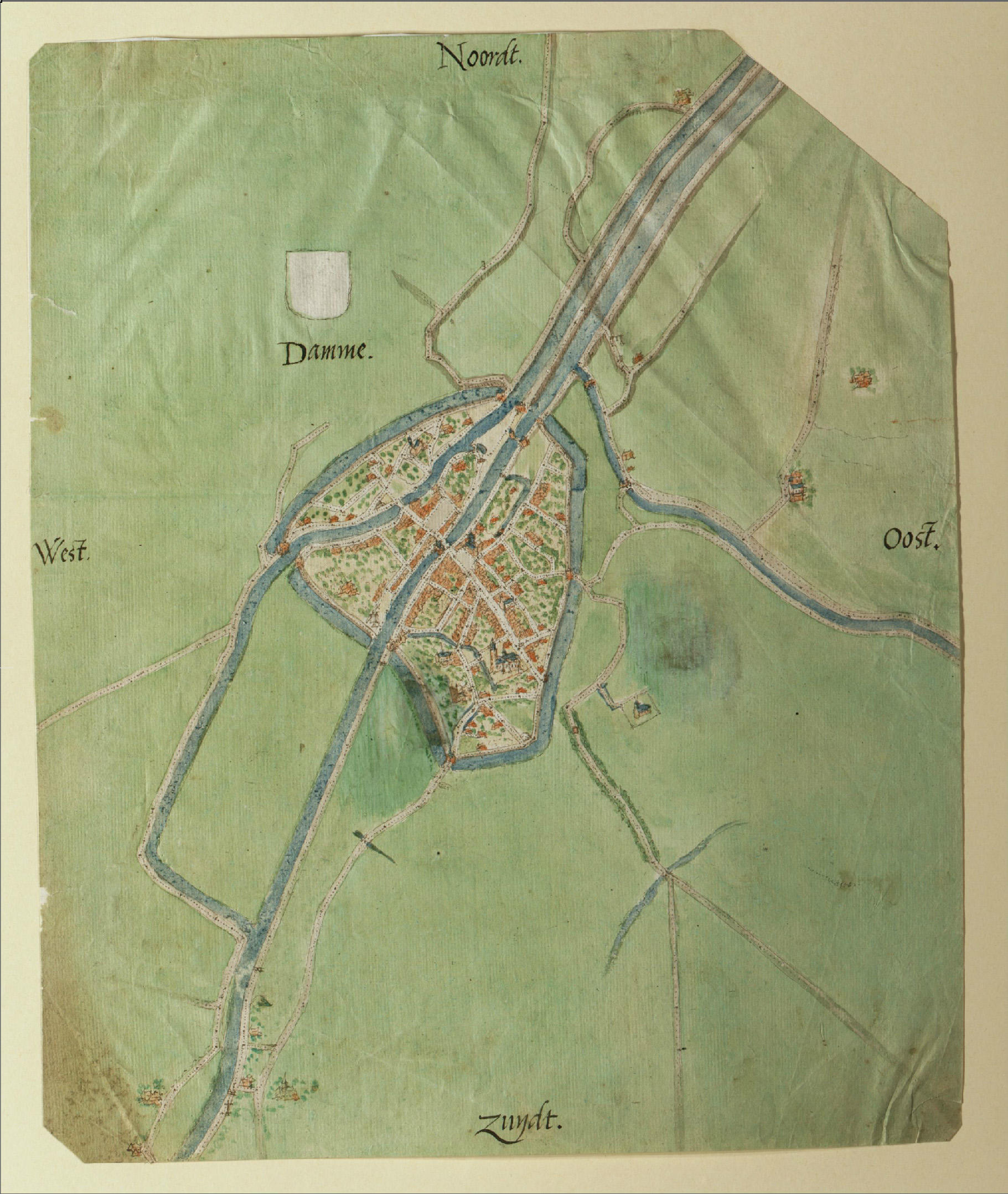
1558年頃に作製されたデフェンテル地図でのダンメ
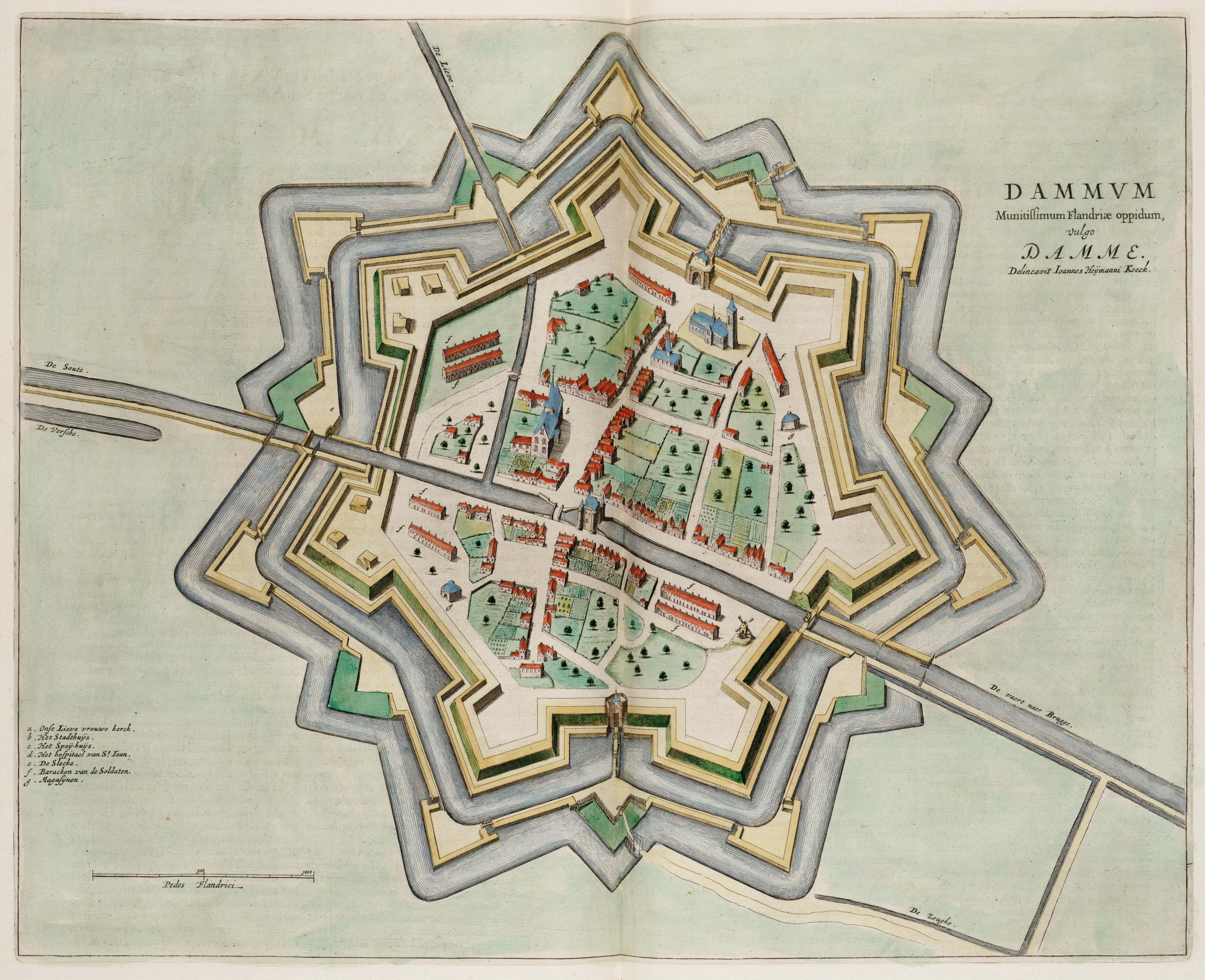
1649年頃に作製されたファン・ローン地図書でのダンメ
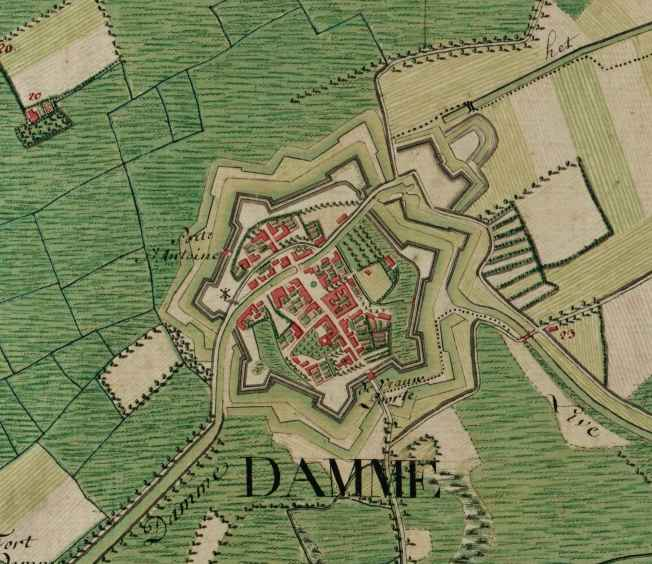
1775年頃に作製されたフェラーリス地図でのダンメ